# Wspólnota administracyjna Effeltrich
Wspólnota administracyjna Effeltrich – wspólnota administracyjna (niem. Verwaltungsgemeinschaft) w Niemczech, w kraju związkowym Bawaria, w rejencji Górna Frankonia, w regionie Oberfranken-West, w powiecie Forchheim. Siedziba wspólnoty znajduje się w miejscowości Effeltrich, a przewodniczącym jej jest Gunhild Wiegner.
Wspólnota administracyjna zrzesza dwie gminy wiejskie (Gemeinde):
- Effeltrich, 2 636 mieszkańców, 11,92 km²
- Poxdorf, 1 499 mieszkańców, 5,16 km²